# Antoine Carpentier
Pour les articles homonymes, voir Carpentier.
 (novembre 2021).
Si vous disposez d'ouvrages ou d'articles de référence ou si vous connaissez des sites web de qualité traitant du thème abordé ici, merci de compléter l'article en donnant les références utiles à sa vérifiabilité et en les liant à la section « Notes et références ».
 (novembre 2021).
La mise en forme du texte ne suit pas les recommandations de Wikipédia : il faut le « wikifier ».
Les points d'amélioration suivants sont les cas les plus fréquents. Le détail des points à revoir est peut-être précisé sur la page de discussion.
- Les titres sont pré-formatés par le logiciel. Ils ne sont ni en capitales, ni en gras.
- Le texte ne doit pas être écrit en capitales (les noms de famille non plus), ni en gras, ni en italique, ni en « petit »…
- Le gras n'est utilisé que pour surligner le titre de l'article dans l'introduction, une seule fois.
- L'italique est rarement utilisé : mots en langue étrangère, titres d'œuvres, noms de bateaux, etc.
- Les citations ne sont pas en italique mais en corps de texte normal. Elles sont entourées par des guillemets français : « et ».
- Les listes à puces sont à éviter, des paragraphes rédigés étant largement préférés. Les tableaux sont à réserver à la présentation de données structurées (résultats, etc.).
- Les appels de note de bas de page (petits chiffres en exposant, introduits par l'outil «  Source ») sont à placer entre la fin de phrase et le point final[comme ça].
- Les liens internes (vers d'autres articles de Wikipédia) sont à choisir avec parcimonie. Créez des liens vers des articles approfondissant le sujet. Les termes génériques sans rapport avec le sujet sont à éviter, ainsi que les répétitions de liens vers un même terme.
- Les liens externes sont à placer uniquement dans une section « Liens externes », à la fin de l'article. Ces liens sont à choisir avec parcimonie suivant les règles définies. Si un lien sert de source à l'article, son insertion dans le texte est à faire par les notes de bas de page.
- La présentation des références doit suivre les conventions bibliographiques. Il est recommandé d'utiliser les modèles {{Ouvrage}}, {{Chapitre}}, {{Article}}, {{Lien web}} et/ou {{Bibliographie}}. Le mode d'édition visuel peut mettre en forme automatiquement les références.
- Insérer une infobox (cadre d'informations à droite) n'est pas obligatoire pour parachever la mise en page.

Pour une aide détaillée, merci de consulter Aide:Wikification.
Si vous pensez que ces points ont été résolus, vous pouvez retirer ce bandeau et améliorer la mise en forme d'un autre article.
Antoine Carpentier est un skipper français né le 24 août 1975 à Vannes (Morbihan). Elevé en grande partie à la Trinité-sur-Mer (Morbihan) et ingénieur de formation, Antoine s'est forgé un palmarès exceptionnel en devenant notamment triple vainqueur d'affilée de la Transat Jacques-Vabre, quintuple vainqueur de la Rolex Fastnet Race, triple vainqueur du Tour de France à la voile, double vainqueur de la Transat Québec Saint-Malo (en Class40 et en Multi50) et multiple vainqueur du Spi Ouest-France. Il est actuellement skipper de Redman.

## Biographie

### Famille de marins
Antoine a été élevé dans une famille de marins.
Son père, Jean-Michel Carpentier, a été un redoutable régatier français et a notamment navigué sur le Pen Duick IV aux côtés d'Eric Tabarly, Olivier de Kersauson, mais aussi Alain Colas. Il a accroché à son palmarès nombre de régates en IRC.
Son oncle, Patrice Carpentier, a participé à trois Vendée Globe (en 1989, en 2000 et 2004) et deux The Ocean Race, bouclant trois tours du monde mais aussi 35 transatlantiques, accumulant plus de 300 000 milles de navigation. En 2004, c'est Patrice Carpentier, à la demande de plusieurs professionnels du nautisme, qui se mobilise pour mettre au point la jauge Class40. Il s'entoure du skipper Michel Mirabel, de Christian Bouroullec, responsable du chantier Structures et de Pascal Jamet, PDG de Volvo et passionné de voile. Ensemble, ils créent l'association « Class40 ».

### Débuts en compétition nautique
Antoine commence la compétition nautique à l’âge de six ans sur Optimist et navigue sur de nombreux supports allant du Swan 651 au First Class 8 en passant par le ¾ Toner, le Half toner, le Jod 35 ainsi que le Figaro Bénéteau.
Il participe avant 2000 à deux Tours de France à la Voile (1995 et premier amateur en 1996) et quatre Swan World Cup.

### Carrière en qualité d'équipier
Antoine a pris le parti de la mer et est devenu marin professionnel s’illustrant notamment dans les grandes classiques de la régate. C’est avec dextérité que ce breton passe du J80, au Mumm 30, au monotype 7.50 mais aussi au multicoque Orma avec trois saisons passées dans le team Gitana du baron de Rothschild, enchainant en tant que coéquipier victoires et podiums.

### Carrière en qualité de skipper
En 2018, il réalise sa première course en solitaire sur la Route du Rhum où il termine à la 7e place malgré une période de préparation tronquée.
En 2020, il annonce la conclusion d'un partenariat sur plusieurs années avec le promoteur immobilier BCorp REDMAN comprenant la construction d'un tout nouveau Mach 40.4 de type scow qui sera dessiné par l'architecte Sam Manuard et réalisé par les chantiers de JPS Production à La Trinité-sur-Mer,,. Malgré des retards dus à la pandémie de COVID et au premier confinement, les travaux de construction sont réalisés le 1er semestre 2020 et c'est le 2 septembre 2020 à La Trinité-sur-Mer que le tout nouveau bateau est mis à l'eau en présence d'Yves Normand, maire de la ville. Redman ne sera baptisé qu'un an plus tard, le 5 novembre 2021 au Havre lors du départ de la Transat Jacques Vabre, la marraine choisie par Antoine étant Sandra Forgues. Sandra et Antoine s’étaient associés en 2011 à l’occasion du Trophée Mer-Montagne à Saint-Gervais, une compétition organisée par Éric Loizeau, qui associe marins et montagnards de renom.

## Palmarès sportif

### Résumé du palmarès
Antoine Carpentier présente un palmarès de plus de cinquante victoires en compétitions nautiques.
En résumé, Antoine Carpentier a participé à:
- 2 x Route du Rhum (2018 et 2022)
- 1 x Les Sables-Horta-Les Sables (victoire)
- 6 x Transat Jacques Vabre (en 2007, 2015, 2017, 2019, 2021 et 2023 avec 3 victoires)
- 7 x Rolex Fastnet Race (dont 5 victoires, 1 overall)
- 3 x Transat Québec Saint-Malo (dont 2 victoires)
- 5 x Normandy Channel Race
- 12 x Tour de France à la Voile (dont 3 victoires)
- 14 x Spi Ouest-France (dont 6 victoires)
- 1 x Championnat du Monde des class40

### Palmarès en qualité de skipper

#### 2022 - Objectif Route du Rhum
L'objectif principal de l'année 2022 est la Route du Rhum qui s'est élancée de Saint-Malo le 9 novembre 2022. Toute l'année 2022, le skipper et son bateau porteront les couleurs de la fondation Le Refuge.
- 5e de la Route du Rhum
- 6e de la 40 Malouine Lamotte
- 9e de la Normandy Channel Race[10],[11]
- 3e du Championnat du Monde des Class40[12],[13]

#### 2021 - Consécration
L'objectif principal de l'année 2021 est la Transat Jacques Vabre dont il est le favori.
Le Trophée Européen Class40 sacre Antoine Carpentier sur son Mach 40.4 Redman. Terminant sur le podium de chacune des courses auxquelles il a participé au cours de l’année, à l’exception de la Rolex Fastnet Race, Antoine Carpentier remporte ce titre pour la première fois à bord de Redman face à une flotte encore plus compétitive qu’elle ne l’était auparavant. Le duo suisse Valentin Gautier et Simon Koster (Banque du Léman) termine deuxième. Luke Berry (Lamotte – Module Création) complète le podium. 
- Vainqueur de la Transat Jacques Vabre en class40 en duo avec Pablo Santurde del Arco[15],[16],[17],[18].

- Vainqueur Trophée Européen Class40 décerné par l'Association Class40[19].
- Vainqueur de la transat Les Sables-d'Olonne - Horta - Les Sables-d'Olonne avec Mikaël Mergui[20].
- Vainqueur La 40' Malouine Lamotte avec Pablo Santurde del Arco[21].
- Vainqueur Trophée André Viant décerné par l'UNCL récompensant un "Coureur ayant réalisé une performance particulière"
- 2e de la Transat du RORC
- 3e de la CIC Normandy Channel Race[22].
- 4e de la Rolex Fastnet Race[23].

#### 2020 - Débuts de Redman
Année sportive largement tronquée par la pandémie de COVID et livraison du tout nouveau Redman à Antoine en août 2020, quelques jours seulement avant le départ de la Normandy Channel Race.
- 3e de la CIC Normandy Channel Race[24].

#### 2018 - Lancement de sa carrière de skipper
Antoine Carpentier a déposé la marque Beyond The Seas. L’objectif pour le navigateur trinitain est de mettre en avant tout au long de sa Route du Rhum des associations qui œuvrent pour le mieux vivre ensemble dans le respect de la planète et de la diversité des peuples.
- 7e de la Route du Rhum au cours de laquelle il remporte le Trophée Banque Populaire Grand Ouest du Cap Frehel récompensant le premier au classement au passage du Cap Frehel[25].

### Palmarès en qualité d'équipier

#### Années 2020
- 2023 :
  - 18e de la Transat Jacques-Vabre avec Ian Lipinski sur le class40 158 - Crédit Mutuel en 19 j 16 h 2 min 13 s
  - 9e des 40 Malouine LAMOTTE avec Ian Lipinski sur 158 - Crédit Mutuel en 21 h 0 min 3 s
  - 10e de la course Les Sables-Horta-Les Sables avec Mikael Mergui sur le class40 183 - Centrakor en 10 j 6 h 14 min 30 s
  - 2e de la CIC Normandy Channel Race avec Ian Lipinski sur 158 - Crédit Mutuel en 4 j 15 h 36 min 51 s
  - vainqueur du Défi Atlantique avec Ian Lipinski et Rémi Fermin sur 158 - Crédit Mutuel en 16 j 0 h 49 min 29 s[26]

- 2021 : vainqueur de la Transat Jacques-Vabre avec Pablo Santurde Del Arco sur le class40 Redman en 21 j 22 h 33 min 30 s[27]

#### Années 2010
- 2019 :
- Vainqueur de la Transat Jacques-Vabre en Ocean Fifty avec Gilles Lamiré[28],[29].
- Vainqueur Rolex Fastnet Race
- 2e Le Défi Atlantique
- 2e North Sea Race
- 4e du Grand Prix Guyader en équipage sur Imoca

2018
- Vainqueur Baticup
- Vainqueur La-Trinité-sur-Mer - Cowes
- 2e Cowes - Dinard
- 4e de la Normandy Channel Race

2017
- Vainqueur Rolex Fasnet Race
- Vainqueur de la Transat Jacques Vabre avec Maxime Sorel[30].
- Vainqueur Spi Ouest France
- 3e du Grand prix Guyader en class 40
- 3e du Normandy Channel Race avec Maxime Sorel

2016
- Vainqueur Les Voiles de Saint-Barth'
- 2e Atlantic Cup
- 3e de la Transat Québec-Saint-Malo

2015
- Vainqueur (overall) Rolex Fastnet Race
- 11e du Tour de France à la voile

2014
- Vainqueur Tour de France à la Voile
- Vainqueur du Spi Ouest France

2013
- Vainqueur de la Fastnet Race
- Vainqueur du Grand Prix de Saint-Quay
- Vainqueur du Grand Prix de Fécamp en Multi 50
- Vainqueur du Spi Ouest-France

2012
- Vainqueur de la Transat Québec-Saint-Malo en équipage class open avec Erwan Le Roux
- Vainqueur du Spi Ouest-France
- Vainqueur Championnat de France en équipage
- 2e du Tour de France à la voile sur Courrier Dunker 3

2011
- Vainqueur Championnat de France en équipage
- Vainqueur Tour d'Arabie
- 2e de la Fastnet Race
- 2e du Spi Ouest France

2010
- Vainqueur Spi Ouest France
- Vainqueur Route des Iles
- Vainqueur Championnat de France en équipage
- 2e Tour de France à la voile

#### Années 2000
2009
- Vainqueur Spi Ouest France
- Vainqueur Tour de France à la voile
- Vainqueur Grand Prix de Pornichet

2008
- Vainqueur Spi Ouest France
- Vainqueur Transat Québec Saint-Malo
- Vainqueur Scottish Series
- Vainqueur Championnat de France en équipage

2006
- Vainqueur de la Commodor's Cup
- Vainqueur Course Croisière EDHEC
- Vainqueur du Tour de France à la voile
- 2e au Championnat d’Europe de J 80
- 2e du Championnat de France de Farr 30
- Championnat Orma sur Gitana

2005
- Vainqueur de l’Atlantique Télégramme
- Vainqueur de la Course croisière Edhec
- 3e du national Monotype 7.5
- Championnat Orma sur Gitana X
- Tour de France à la voile

2004
- 2e à la Rolex Commodore's Cup
- 2e à la Semaine de Cowes
- Championnat Orma sur Gitana X
- Tour de France à la voile (1 victoire d’étape)
- Championnat d’Europe First Class 8
- Championnat de France de Melges